# Titularerzbistum Nubia
Nubia ist ein Titularerzbistum der römisch-katholischen Kirche. 
Es geht zurück auf einen früheren Bischofssitz in der gleichnamigen antiken Stadt, die sich im heutigen Ägypten befand.
| Titularerzbischöfe von Nubia |              |                                    |                   |                   |
| Nr.                          | Name         | Amt                                | von               | bis               |
| 1                            | Elias Zoghbi | Weihbischof in Antiochien (Syrien) | 2. September 1954 | 9. September 1968 |
| 2                            | Paul Antaki  | Weihbischof in Antiochien (Syrien) | 9. September 1968 | 29. Dezember 2011 |